# Astrocaryum standleyanum
Astrocaryum standleyanum är en enhjärtbladig växtart som beskrevs av Liberty Hyde Bailey. Astrocaryum standleyanum ingår i släktet Astrocaryum och familjen Arecaceae. Inga underarter finns listade i Catalogue of Life.

## Bildgalleri

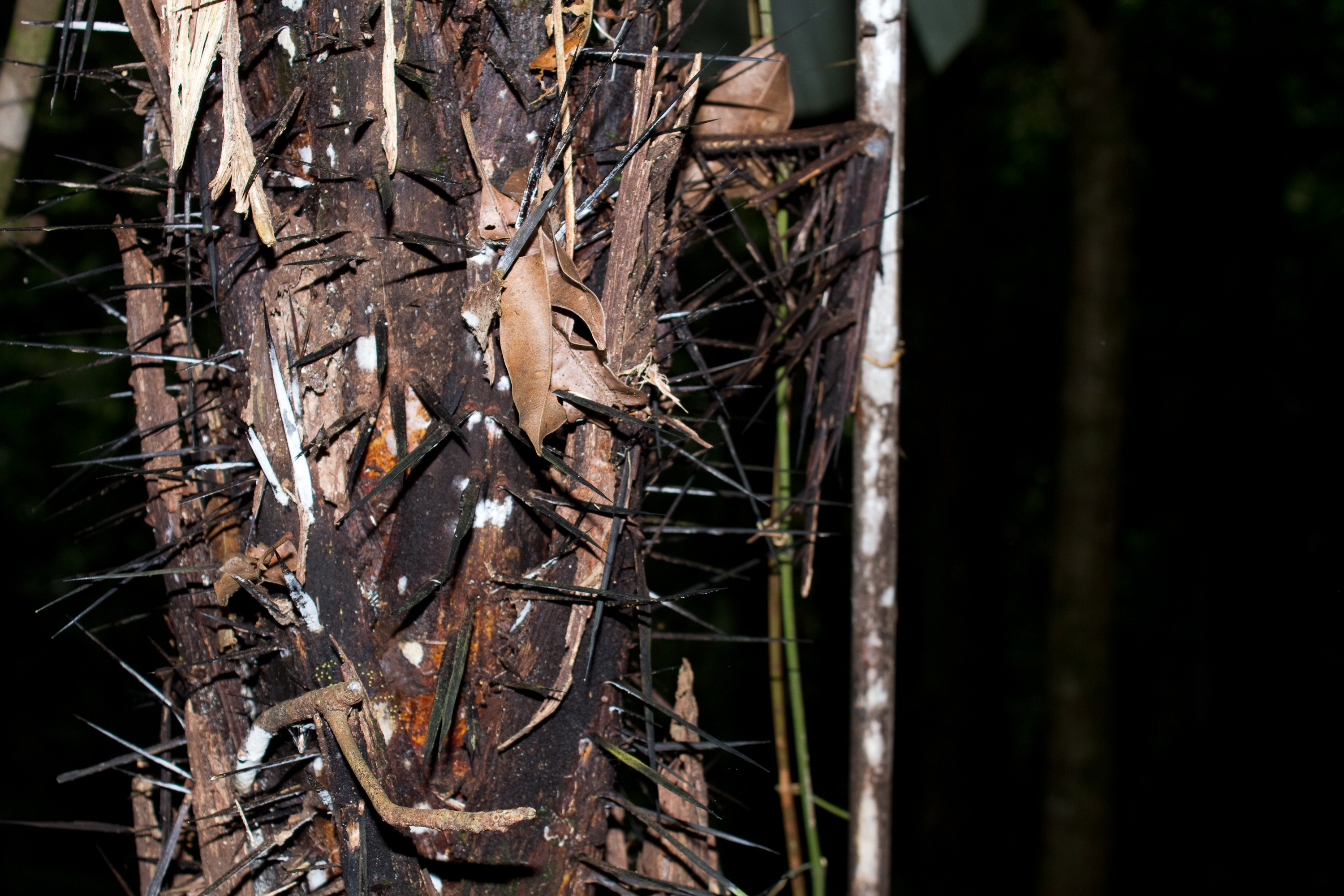